# 秋場まなと
秋場 まなと（あきば まなと、1990年2月20日 - ）は、日本の元俳優である。ズームリパブリック所属。

## 出演

### テレビドラマ
- フードファイト（2000年、日本テレビ） - 潮崎裕太役
- ガッコの先生 第5話 - 第7話（2001年、TBS） - 水野利紀役

### バラエティ
- 英語であそぼ（NHK）
- ラボ・らぼ～ん（2000年、テレビ朝日）

### 映画
- 四月物語（1998年）

### CM
- 明治乳業
- 森永ココア
- 川崎重工
- 穴吹工務店